# Khari Stephenson
Khari Stephenson, född 18 januari 1981 i Kingston, är en jamaicansk fotbollsspelare som senast spelade för San Jose Earthquakes. Han har positionen som mittfältare. 

## Klubbkarriär
Stephenson är en produkt av Real Monas ungdomslag och spelade college-fotboll för Williams College från 2000 till 2003. Efter att ha tagit examen från skolan så blev han draftad av Chicago Fire i Major League Soccer som nummer 27 totalt. Han lyckades inte ta en plats i laget och flyttade istället till Kansas City Wizards. 
Stephenson kom till Gais inför säsongen 2006 och gjorde ganska snabbt ett stabilt intryck. Han stod för 3 mål under sin debutsäsong i Allsvenskan, och bidrog till att Gais lyckades hålla sig kvar i högsta serien.
Inför säsongen 2007 lämnade Stephenson Gais och skrev på ett fyra-årskontrakt med AIK.
I en match mot det finska laget TPS Åbo inför den allsvenska säsongen 2007 bröt Khari armen och var borta ett par månader, men han gjorde comeback hemma mot Örebro SK den 10 juni 2007, en match som slutade 1-1. Stephenson gjorde sitt första allsvenska mål för AIK(i sin tionde allsvenska match för klubben) i bortamatchen mot just Örebro, när han gjorde 3-0-målet i en match som slutade 4-1 till AIK..
Sommaren 2008 blev Khari Stephenson utlånad till Ålesund FK. Efter säsongen så var den norska klubben så nöjd med honom att han köptes loss. Säsongen 2009 var han med och vann Norska Cupen med Ålesund FK.

## Internationell karriär
Stephenson spelade för Jamaicas U20-lag i J-VM 2001 i Argentina och debuterade i A-landslaget 2004 i en match mot Guatemala.